# Grand Prix Formule 1 van Monaco 1959
De Grand Prix Formule 1 van Monaco 1959 werd gehouden op 10 mei in Monte Carlo op het circuit van Monaco. Het was de eerste race van het seizoen.

## Uitslag
| Pos. | Nr. | Coureur                  | Constructeur    | Rondes | Tijd / Oorzaak uitval | Grid | Punten |
| ---- | --- | ------------------------ | --------------- | ------ | --------------------- | ---- | ------ |
| 1    | 24  | Jack Brabham             | Cooper-Climax   | 100    | 2:55:51.3             | 3    | 9S     |
| 2    | 50  | Tony Brooks              | Ferrari         | 100    | + 20.4                | 4    | 6      |
| 3    | 32  | Maurice Trintignant      | Cooper-Climax   | 98     | + 2 Rondes            | 6    | 4      |
| 4    | 48  | Phil Hill                | Ferrari         | 97     | + 3 Rondes            | 5    | 3      |
| 5    | 22  | Bruce McLaren            | Cooper-Climax   | 96     | + 4 Rondes            | 13   | 2      |
| 6    | 38  | Roy Salvadori            | Cooper-Maserati | 83     | + 17 Rondes           | 8    |        |
| NF   | 30  | Stirling Moss            | Cooper-Climax   | 81     | Transmissie           | 1    |        |
| NF   | 20  | Ron Flockhart            | BRM             | 64     | Spin                  | 10   |        |
| NF   | 16  | Harry Schell             | BRM             | 48     | Ongeluk               | 9    |        |
| NF   | 18  | Jo Bonnier               | BRM             | 44     | Remmen                | 7    |        |
| NF   | 46  | Jean Behra               | Ferrari         | 24     | Motor                 | 2    |        |
| NF   | 40  | Graham Hill              | Lotus-Climax    | 21     | Brand                 | 14   |        |
| NF   | 26  | Masten Gregory           | Cooper-Climax   | 6      | Versnellingsbak       | 11   |        |
| NF   | 6   | Wolfgang von Trips       | Porsche         | 1      | Botsing               | 12   |        |
| NF   | 52  | Cliff Allison            | Ferrari         | 1      | Botsing               | 15   |        |
| NF   | 44  | Bruce Halford            | Lotus-Climax    | 1      | Botsing               | 16   |        |
| NQ   | 34  | Ivor Bueb                | Cooper-Climax   |        |                       |      |        |
| NQ   | 54  | Giorgio Scarlatti        | Maserati        |        |                       |      |        |
| NQ   | 12  | Alain de Changy          | Cooper-Climax   |        |                       |      |        |
| NQ   | 10  | Lucien Bianchi           | Cooper-Climax   |        |                       |      |        |
| NQ   | 4   | Maria Teresa de Filippis | Porsche         |        |                       |      |        |
| NQ   | 42  | Pete Lovely              | Lotus-Climax    |        |                       |      |        |
| NQ   | 14  | Jean Lucienbonnet        | Cooper-Climax   |        |                       |      |        |
| NQ   | 56  | André Testut             | Maserati        |        |                       |      |        |

## Statistieken
| Pole-position | Stirling Moss | Cooper-Climax | 1:39.6 |
| Snelste ronde | Jack Brabham  | Cooper-Climax | 1:40.4 |

## Noot
- Dit was het debuut voor de Belgische coureurs Lucien Bianchi en Alain de Changy; de Amerikaanse coureur Pete Lovely en de Franse coureur Jean Lucienbonnet.
- Eerste snelste ronde, rondes als raceleider, podiumplaats en Grand Prix-winst voor Jack Brabham en een Australische coureur.

1929 · 1930 · 1931 · 1932 · 1933 · 1934 · 1935 · 1936 · 1937 · 1948 · 1950 · 1955 · 1956 · 1957 · 1958 · 1959 · 1960 · 1961 · 1962 · 1963 · 1964 · 1965 · 1966 · 1967 · 1968 · 1969 · 1970 · 1971 · 1972 · 1973 · 1974 · 1975 · 1976 · 1977 · 1978 · 1979 · 1980 · 1981 · 1982 · 1983 · 1984 · 1985 · 1986 · 1987 · 1988 · 1989 · 1990 · 1991 · 1992 · 1993 · 1994 · 1995 · 1996 · 1997 · 1998 · 1999 · 2000 · 2001 · 2002 · 2003 · 2004 · 2005 · 2006 · 2007 · 2008 · 2009 · 2010 · 2011 · 2012 · 2013 · 2014 · 2015 · 2016 · 2017 · 2018 · 2019 · 2020 · 2021 · 2022 · 2023 · 2024 · 2025